# Hemulon smużkowy
Hemulon smużkowy (Haemulon sciurus) - gatunek ryby promieniopłetwej z rodziny luszczowatych, żyjącej w tropikalnych wodach zachodniego Atlantyku na głębokości do 30 m. Długość ciała dochodzi do 46 cm, ryba żyje w małych grupach. Podstawę pożywienia stanowią skorupiaki, małże, niekiedy inne, mniejsze ryby.